# Stein Mehren
Stein Mehren (* 16. Mai 1935 in Oslo; † 28. Juli 2017) war ein führender norwegischer Schriftsteller, Lyriker und bildender Künstler.
Er studierte Philosophie und Biologie, arbeitete als Skitrainer und ab 1964 als wissenschaftlicher Mitarbeiter an der Universität Oslo. Er debütierte als Lyriker 1960 mit Gjennom stillheten en natt. Mehren schrieb seine Gedichte, Dramen, Romane und kulturphilosophischen Essays auf Riksmål und wurde mehrfach für den Literaturpreis des Nordischen Rates nominiert.

## Werke
- 2006 Anrop fra en moerk stjerne, Lyrik
- 2004 Imperiet lukker seg, Lyrik
- 2004 Samlede dikt 1973-1979
- 2003 Den siste ildlender, Lyrik
- 2001 Ord av Stein Mehren
- 2000 Ark, Lyrik
- 1999 Utvalgte dikt, Lyrik
- 1999 Nattmaskin, Lyrik
- 1999 Kjærlighetsdikt, Lyrik und Bilder
- 1999 Hotel Memory, Lyrik
- 1994 Evighet, vårt flyktigste stoff, Lyrik
- 1993 Dikt i bilder, Lyrik und Bilder
- 1992 Nattsol, Lyrik
- 1992 Det forseglede budskap. Et essay om jeg-dannelse i lys av postmodernisme, mystikk og kjønnsroller
- 1991 Arne Nordheim. Og alt skal synge, Festschrift
- 1990 Skjul og forvandling, Lyrik
- 1989 Det andre lyset, Lyrik
- 1989 Fortapt i verden. Syngende, Lyrik
- 1987 Vår tids bilde som entropi og visjon. 5 postmoderne essays
- 1986 Corona. Formørkelsen og dens lys, Lyrik
- 1984 Her har du mitt liv, Essays
- 1983 Timenes time, Lyrik
- 1982 Galakse, Erzählungen
- 1982 Samlede dikt 1960-1967
- 1981 Den usynlige regnbuen, Lyrik
- 1980 50 60 70 80, Essays
- 1979 Vintersolhverv, Lyrik
- 1977 Myten og den irrasjonelle fornuft, Essays
- 1977 Det trettende stjernebilde, Lyrik
- 1976 Den store søndagsfrokosten, Schauspiel
- 1976 Det opprinnelige landskapet, Lyrik
- 1975 De utydelige : en europeisk roman - 2. omarbeidede utg, Roman
- 1975 Menneske bære ditt bilde frem, Lyrik
- 1975 En rytter til fots. Åpent brev til kulturister av alle slag, Essays
- 1975 Titanene : en europeisk roman
- 1974 Kunstens vilkår og den nye puritanismen, Essays
- 1973 Den store frigjøringen eller hva som hendte meg på siste sommerseminarium en dag jeg forsøkte å krype ut av sangkassen min, kortroman
- 1973 Dikt for enhver som våger, Lyrik
- 1972 De utydelige. En europeisk roman, Roman
- 1971 Kongespillet - avviklingen av en myte, dikt og prosatekster
- 1970 Maskinen og menneskekroppen - en pastorale, Essays
- 1969 Aurora det niende mørke, dikt og prosatekster
- 1968 Narren og Hans hertug, eller Stykket om fløytespilleren Hans van Nicklashausen og hans møte med stratenplyndrerne, Schauspiel
- 1967 Vind Runer, Lyrik
- 1966 Tids Alder, Lyrik
- 1966 Samtidsmuseet og andre tekster, Essays
- 1965 Gobelin Europa, Lyrik
- 1963 Mot en verden av lys, Lyrik
- 1962 Alene med en himmel, Lyrik
- 1961 Hildring i speil, Lyrik
- 1960 Gjennom stillheten en natt, Lyrik

## Preise
- 2005 Nominiert für den Literaturpreis des Nordischen Rates für Imperiet lukker seg
- 2004 Gyldendalprisen
- 1993 Anders Jahres pris
- 1993 Nominiert für den Literaturpreis des Nordischen Rates für Nattsol
- 1987 Preis der Norwegischen Akademie
- 1987 Nominiert für den Literaturpreis des Nordischen Rates für Den usynlige regnbuen
- 1984 Nominiert für den Literaturpreis des Nordischen Rates für Timenes time
- 1981 Gyldendals legat
- 1978 Fritt-Ord-Preis
- 1978 Nominiert für den Literaturpreis des Nordischen Rates für Det trettende stjerneblidet
- 1975 Riksmålsforbundets litteraturpris
- 1973 Aschehougprisen
- 1971 Doblougprisen
- 1971 Nominiert für den Literaturpreis des Nordischen Rates für Aurora det niende mørke
- 1969 Kulturrådets bokpris
- 1967 Nominiert für den Literaturpreis des Nordischen Rates für Tids Alder
- 1966 Kulturrådets bokpris
- 1966 Dagbladets lyrikkpris
- 1963 Kritikerprisen für Mot en verden av lys
- 1963 Mads Wiel Nygaards legat